# Yuji Rokutan
Yuji Rokutan (六反 勇治 Rokutan Yuji?, Kagoshima, 10 de abril de 1987) es un futbolista japonés que juega como guardameta en el Fujieda MYFC de la J2 League.

## Trayectoria

### Clubes
| Club                  | País  | Año       |
| --------------------- | ----- | --------- |
| Avispa Fukuoka        | Japón | 2006-2011 |
| Yokohama F. Marinos   | Japón | 2012-2014 |
| Vegalta Sendai        | Japón | 2015-2016 |
| Shimizu S-Pulse       | Japón | 2017-2020 |
| Yokohama FC (cedido)  | Japón | 2020      |
| Yokohama FC           | Japón | 2021-2024 |
| F. C. Ryukyu (cedido) | Japón | 2024      |
| Fujieda MYFC          | Japón | 2025-     |

## Palmarés

### Títulos nacionales
| Título             | Club                | País  | Año  |
| ------------------ | ------------------- | ----- | ---- |
| Copa del Emperador | Yokohama F. Marinos | Japón | 2013 |